# Момбеково
Момбеково (кирг. Момбеков) — село в Ноокенском районе Джалал-Абадской области Кыргызстана. Административный центр Момбековского айылного аймака.

## География
Село расположено в южной части области, вблизи государственной границы с Узбекистаном, на расстоянии приблизительно 15 километров (по прямой) к западо-юго-западу от села Масы, административного центра района. Абсолютная высота — 627 метров над уровнем моря.

## Население
Согласно оценочным данным Национального статистического комитета Кыргызской Республики, численность населения села на начало 2023 года составляла 3972 человека.
| год     | 2009 | 2014 | 2015 | 2020 | 2021 | 2023 |
| ------- | ---- | ---- | ---- | ---- | ---- | ---- |
| человек | 3041 | 3892 | 3361 | 3741 | 3936 | 3972 |